# Karmej Cur
Karmej Cur (hebrejsky כַּרְמֵי צוּר, doslova „Skalnaté vinice“, podle nedaleké biblické lokality Bejt Cur, v oficiálním přepisu do angličtiny Karme Zur, přepisováno též Karmei Tzur) je izraelská osada typu společná osada (jišuv kehilati) na Západním břehu Jordánu v distriktu Judea a Samaří a v Oblastní radě Guš Ecion.

## Geografie
Nachází se v nadmořské výšce 950 metrů v centrální části Judska a Judských hor. Leží cca 10 kilometrů severně od Hebronu, cca 22 kilometrů jihozápadně od historického jádra Jeruzalému a cca 60 kilometrů jihovýchodně od centra Tel Avivu. Karmej Cur je na dopravní síť Západního břehu Jordánu napojen pomocí silnice číslo 60 - hlavní severojižní tepny Judska.
Je situován na okraji bloku izraelských sídel zvaného Guš Ecion, který je tvořen hustou sítí izraelských vesnic a měst. Nachází se ale na jeho jižní periferii a od ostatních, územně souvislých izraelských sídel je na severní straně oddělen nedalekým palestinským městem Bajt Ummar.

## Dějiny
Karmej Cur byl založen v roce 1984. Leží jižně od oblasti historického bloku Guš Ecion, který má tradici moderního židovského osídlení ještě z doby před vznikem současného státu Izrael. Samotná osada v této lokalitě ale vznikla až po dobytí Západního břehu Jordánu izraelskou armádou, tedy po roce 1967.
21. září 1982 rozhodla izraelská vláda, že v této lokalitě založí novou osadu, nazývanou pracovně Kochva (Kokhva) nebo Teko'a Gimel (Teqo'a Gimel) či Iruvin. Vesnice měla mít výhledovou kapacitu 250 rodin. V 1. fázi se zde mělo usadit 50 rodin. O zřízení osady projevili zájem studenti z ješivy Ješivat Mount Zion. V této přípravné fázi ale ještě nebylo určeno definitivní místo pro zbudování osady. K tomu došlo až v roce 1984, kdy vláda v rezoluci z 10. června 1984 oznamuje souřadnice pro zřízení plánované osady. Územní plán předpokládal výhledovou kapacitu 139 bytových jednotek, které byly dosud takřka plně realizovány.
K faktickému založení osady došlo v prosinci 1985. V obci funguje předškolní péče pro děti, obchod se smíšeným zbožím, zdravotní středisko a ješiva. Do obce zajíždí autobusová linka společnosti Egged číslo 160 z Jeruzalému.
V roce 2001 byla jihozápadně od stávající osady založena izolovaná skupina domů zvaná Cur Šalem (Tzur Shalem, צור שלם). Podle pozdější vládní zprávy z doby okolo roku 2006 sestávala zástavba v Cur Šalem z 30 mobilních karavanů a žilo zde třináct rodin a dvě jednotlivé osoby. Zpráva organizace Peace Now z roku 2007 uvádí v Cur Šalem 54 stálých obyvatel.
Počátkem 21. století nebyl Karmej Cur na rozdíl od ostatních obcí v oblasti Guš Ecion zahrnut do projektu bezpečnostní bariéry, která má probíhat severně odtud. Podle stavu k roku 2008 sice tato bariéra ještě nebyla v tomto úseku postavena, ale její trasa již je definitivně stanovena.
1. února 2001 během druhé intifády byl nedaleko od obce zastřelen ve svém automobilu palestinskými útočníky místní obyvatel Šmuel Gillis. 8. června 2002 pronikli teroristé přímo do osady a zabili dva mladé manžele včetně těhotné ženy. K útoku se přihlásilo hnutí Hamas.

## Demografie
Obyvatelstvo Karmej Cur je v databázi rady Ješa popisováno jako nábožensky založené. Velkou část obyvatel tvoří takzvaní ba'alej tšuva (בעלי תשובה), tedy nově religiózní Židé. Podle údajů z roku 2014 tvořili naprostou většinu obyvatel Židé (včetně statistické kategorie "ostatní", která zahrnuje nearabské obyvatele židovského původu ale bez formální příslušnosti k židovskému náboženství).
Jde o menší obec vesnického typu s dlouhodobě rostoucí populací. K 31. prosinci 2014 zde žilo 1011 lidí. Během roku 2014 populace stoupla o 3,7 %.
| Rok            | 1993 | 1994 | 1995 | 1996 | 1997 | 1998 | 1999 | 2000 | 2001 | 2002 | 2003 | 2004 | 2005 | 2006 | 2007 | 2008 | 2009 | 2010 | 2011 | 2012 | 2013 | 2014 |
| -------------- | ---- | ---- | ---- | ---- | ---- | ---- | ---- | ---- | ---- | ---- | ---- | ---- | ---- | ---- | ---- | ---- | ---- | ---- | ---- | ---- | ---- | ---- |
| Počet obyvatel | 212  | 237  | 294  | 373  | 398  | 417  | 422  | 481  | 504  | 579  | 623  | 665  | 713  | 696  | 729  | 757  | 691  | 724  | 755  | 872  | 975  | 1011 |